# Anomala trichonata
Anomala trichonata är en skalbaggsart som beskrevs av Ohaus 1936. Anomala trichonata ingår i släktet Anomala och familjen Rutelidae. Inga underarter finns listade i Catalogue of Life.